# Flash and the Pan
Flash and the Pan est un groupe de musique new wave australien fondé à la fin des années 1970 par les deux ex-membres des Easybeats : Harry Vanda et George Young. Ce dernier, étant le frère ainé d'Angus et de Malcolm Young (du groupe AC/DC), a produit certains de leurs albums.
Le groupe est connu entre autres pour les chansons :
- Hey St. Peter (1976) ;
- Walking in the Rain (1979) ;
- Waiting for a Train (1982) ;
- Midnight Man (1984).

## Membres
- Harry Vanda
- George Young

## Discographie

### Albums studio
- 1978 : Flash and the Pan (en)
- 1980 : Lights in the Night (en)
- 1982 : Headlines (en)
- 1984 : Early Morning Wake Up Call (en)
- 1987 : Nights in France (en)
- 1992 : Burning Up the Night (en)